# 780
780 (DCCLXXX) fue un año bisiesto comenzado en sábado del calendario juliano, en vigor en aquella fecha.

## Acontecimientos
- Matruh ben Sulayman al-Arabí, valí de Barcelona.

## Nacimientos
- Muhammad ibn Musa al-Jwarizmi, matemático musulmán.

## Fallecimientos
- Sulayman ben al-Arabí, valí de Barcelona.